# Lotus Emira
La Lotus Emira (nome in codice Tipo 131) è un'autovettura presentata dalla casa automobilistica inglese Lotus Cars il 7 luglio 2021.

## Profilo e contesto

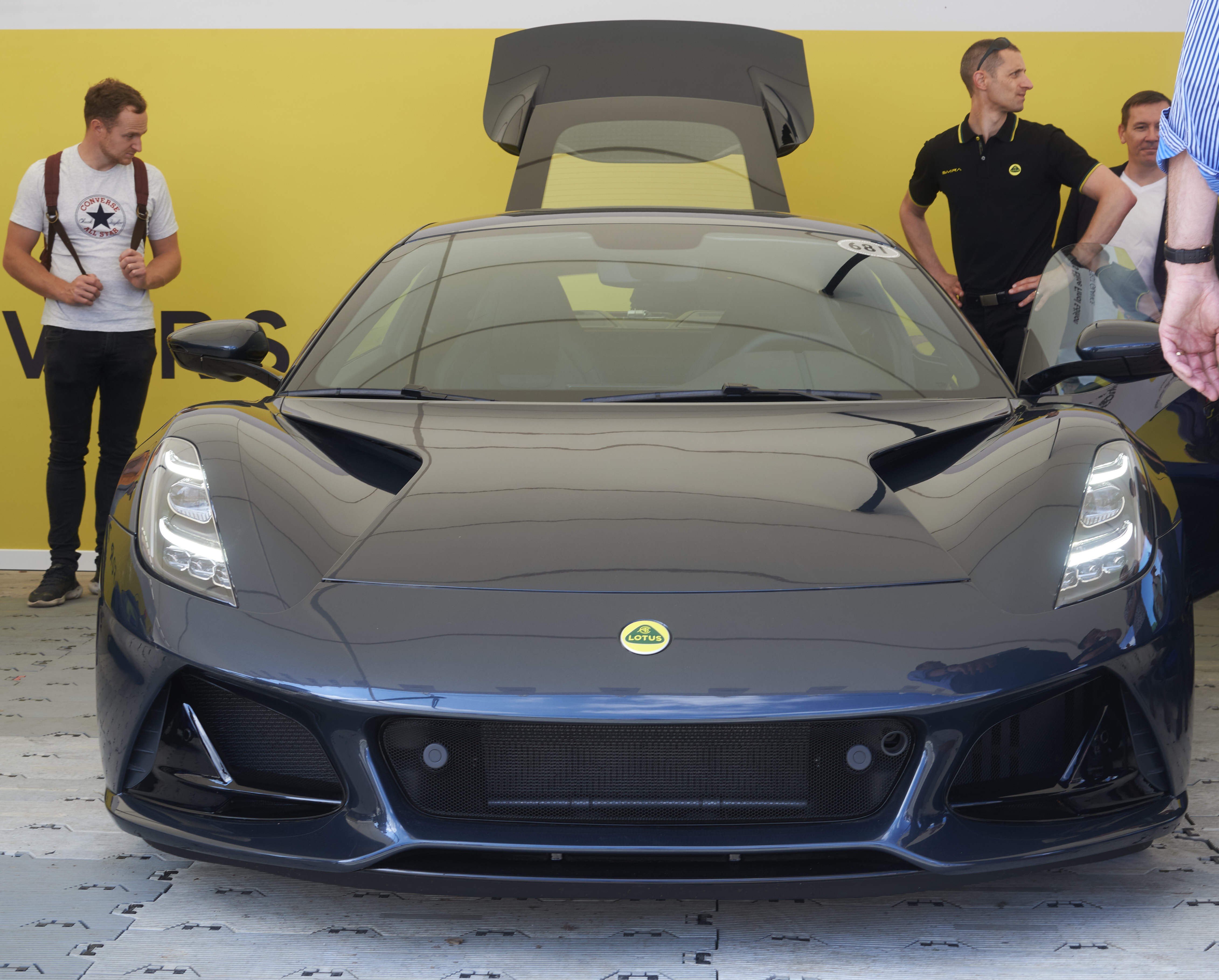
Dettaglio del frontale

Il nome "Emira", come tutte le Lotus inizia con la lettera "e". È l'ultima vettura a benzina prodotta dalla Lotus.
Annunciata nell'aprile 2021, sostituisce sia l'Evora, che l'Exige e l'Elise. La vettura è stata poi presentata al Goodwood Festival of Speed il 6 luglio 2021.

## Caratteristiche tecniche
La Emira, come per le precedenti Lotus, viene realizzata mediante un telaio in alluminio con estrusi incollati e rivettati tra loro. Il peso totale della vettura si attesta sui 1405 kg. Esteticamente la vettura riprende lo stile e molti elementi di design dalla più grande Lotus Evija, in special modo nel frontale con i fari allungati a sviluppo verticale e la doppia presa d'aria sul cofano anteriore dalla forma a "V".
Rispetto al passato però negli interni e nell'abitacolo la Emira segna un importante cambiamento, con l'adozione di soluzioni volte a migliorare la praticità, il comfort, la funzionalità e la tecnologia di bordo, rispetto agli abitacoli spartani e minimalisti delle precedenti Lotus. Sulla console centrale è presente un display touchscreen da 10,25 pollici che funge da sistema multimediale dotato di Android Auto e Apple CarPlay. La strumentazione è costituita anch'essa da un display digitale posizionato dietro il volante. La dotazione comprende per la prima volta su di una Lotus i sedili elettrici, l’ingresso e accensione keyless, i tergicristalli ad azionamento automatico, gli specchietti ripiegabili elettricamente e i sensori di parcheggio anteriori e posteriori. Inoltre sono disponibili anche i sistemi di assistenza alla guida come il cruise control adattivo, la frenata automatica di emergenza, l'avviso di stanchezza del guidatore e il sistema di mantenimento della corsia. 
Lo sterzo della vettura è del tipo idraulico in luogo di uno elettrico, per migliorare la precisione e la sensibilità del comando al guidatore.
Il bagagliaio è diviso in due scompartimenti posti uno all'interno del cofano posteriore e l'altro tra i sedili e il vano motore, con una capacità rispettivamente di 151 e 208 dm³.

## Motorizzazioni

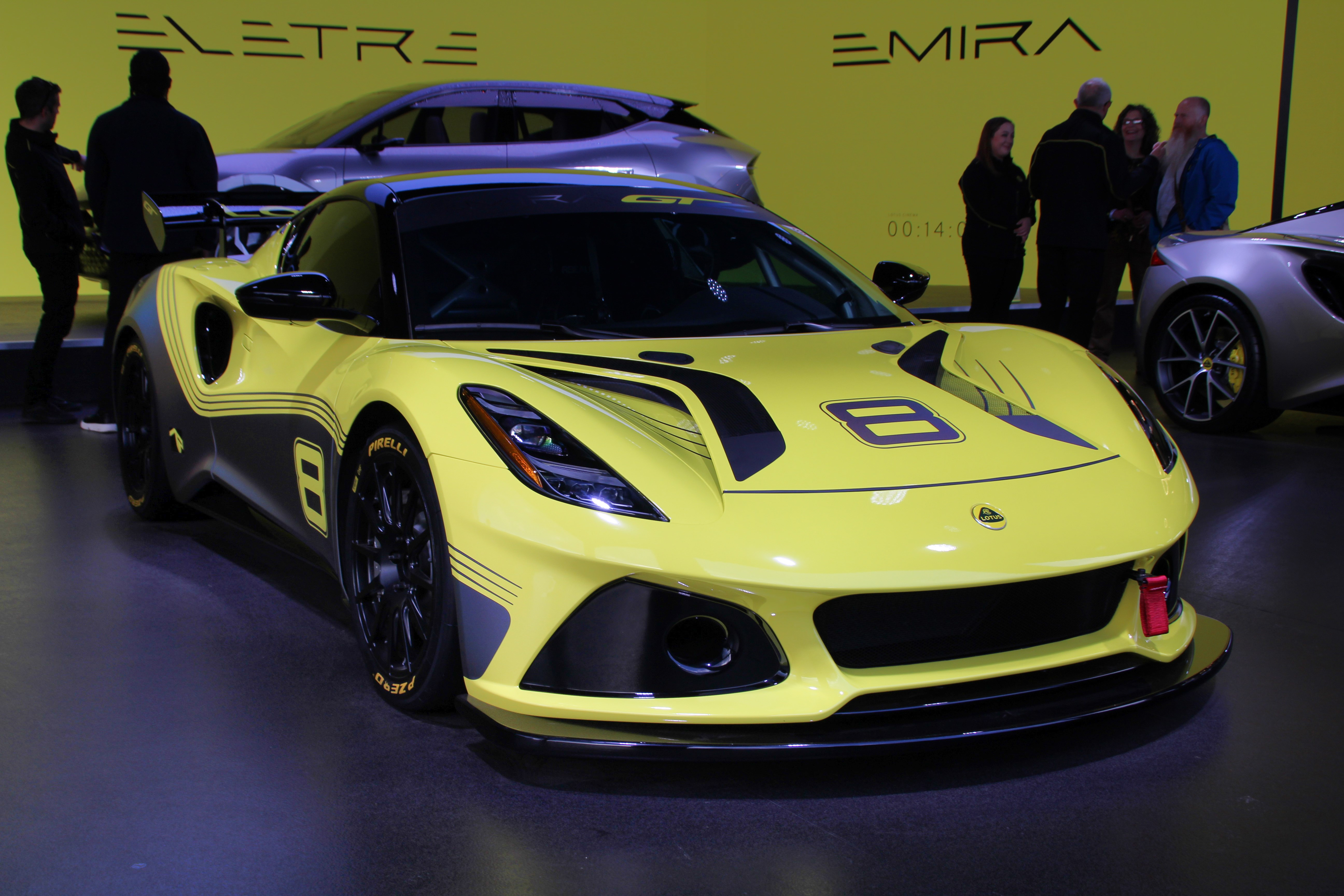
Emira GT4

L'Emira è disponibile con due propulsori: di base c'è il Mercedes-Benz M139, un quattro cilindri in linea turbocompresso di origine Mercedes-AMG da 2,0 litri già montato sulle Classe A e CLA 45 AMG da 268 kW (365 CV) oppure un V6 da 3,5 litri con compressore volumetrico di origine Toyota già impiegato sulla Evora da 298 kW (405 CV). Entrambi i motori sono montati in posizione traversale/centrale all'interno del cofano posteriore. La trasmissione è affidata a un cambio manuale o automatico della Aisin a 6 marce per il V6, mentre il 4 cilindri monta un cambio di origine Mercedes a doppia frizione con 8 marce.

## Attività sportiva
La versione da competizione denominata Emira GT4, sviluppata insieme al Gruppo RML ed alimentata dal motore a V6 da 3,5 litri, è stata inizialmente annunciata a settembre 2021 per poi venire presentata a maggio 2022 e debuttare in pubblico un mese dopo durante il Festival di Goodwood.

## Riepilogo versioni
|                            | 2.0                                   | 3.5 V6                                                                                                   |
| Caratteristiche tecniche   |                                       | |
| Motore                     | Mercedes-Benz M139                    | Toyota 2GR-FE                                                                                            |
| Tipologia                  | 4 cilindri in linea                   | V6 di 60°                                                                                                |
| Sovralimentazione          | Turbocompressore                      | Compressore volumetrico                                                                                  |
| Cilindrata                 | 1991 cm³                              | 3456 cm³                                                                                                 |
| Potenza                    | 268 kW/365 CV                         | 298 kW/405 CV a 6800 giri/min                                                                            |
| Coppia                     | 420 Nm                                | 420 Nm (430 Nm)                                                                                          |
|                            |                                       | |
| Trazione                   | Posteriore                            | Posteriore                                                                                               |
| Trasmissione               | Cambio a doppia frizione a 8 rapporti | Cambio manuale a 6 marce con differenziale a slittamento limitato (optional cambio automatico a 6 marce) |
| Prestazioni                |                                       | |
| Velocità massima           | 283 km/h                              | 290 km/h                                                                                                 |
| Accelerazione (0-100 km/h) | 4,2 secondi                           | 4,3 secondi (4,2 secondi)                                                                                |
| Emissioni di CO2           | 195 g/km                              | 245 g/km                                                                                                 |
| Normativa sulle emissione  | Euro 6                                | Euro 6                                                                                                   |

I valori tra parentesi indicano i modelli con trasmissione automatica.